# Frog Bog
Frog Bog (Marécage à grenouilles ou La Mare aux grenouilles dans les éditions destinées aux marchés francophones) est un jeu vidéo développé par APh Technological Consulting, édité par Mattel Electronics, sorti en 1982 sur la console Intellivision, puis porté sur Atari 2600 par M Network la même année sous le titre Frogs and Flies,.

## Système de jeu
Le jeu est inspiré du jeu d'arcade Frogs (en) de 1978 et met en scène deux grenouilles, posées sur de grands nénuphars dans un étang, sautant et attrapant quatre types d'insectes pour se nourrir.

## Développement
Les illustrations du packaging sont de Jerrol Richardson.

## Accueil
En 1983, la jeu se distingue car « il enveloppait visuellement le spectateur, forçant le simple observateur à abandonner ce rôle » et reçoit un prix du mérite, lors des premiers Video ARTcade Awards sponsorisés par la Corcoran Gallery and School of Art, derrière le lauréat Advanced Dungeons and Dragons: Cloudy Mountain.

## Héritage
Frog Bog fait partie des jeux intégrés dans la console Intellivision Flashback, sortie en 2014. Frogs and Flies est inclus dans certaines versions de la console Atari Flashback,.
Le 2 juin 2010, Frog Bog est ajouté au service Game Room (en) de Microsoft, accessible sur Xbox 360 et PC.
En 2018, une version « repensée » de Frog Bog est annoncée sur la future console Amico.
En 2021, la cartouche Intellivision Collection 1 porte 12 titres de l'Intellivision, dont Frog Bog, sur les consoles Evercade.